# Ermitage Saint-Quinis à Camps-la-Source
L' ermitage Saint Quinis, avec sa chapelle du haut Moyen Âge, se situe sur la commune de Camps-la-Source dans le Var en région Provence-Alpes-Côte d'Azur.
L'ermitage, perché au sommet du massif boisé de "Saint Quinis" (le nom du saint), culmine à 636 mètres,, : vue sur Besse-sur-Issole

## Saint Quinis
« Quenin (en latin Quinidius), aussi appelé Quinis, Quiniz ou Quinide, naquit aux alentours de 500 à Vaison-la-Romaine (Vaucluse). 
Lors d'un pèlerinage à Arles, sa mère entendit une voix lui annonçant qu'elle aurait un fils qui deviendrait évêque et serait connu pour ses miracles.  
Religieux retiré dans la solitude sur la montagne du Renom, il a été appelé par l'évêque de Vaison, Théodose, qui en fit son archidiacre (Saint Quenin de Vaison - diocèse d'Avignon). 
En 570, l'évêque de Vaison-la-Romaine mourut et Quinis prit sa place. Il est reconnu comme saint par le pape Innocent III en 1205 ; l'Église catholique romaine et l'Église orthodoxe le fêtent le 15 février.
Il a appris durant 7 ou 8 ans la théologie à l’abbaye de Lérins au monastère fondé par Honorat d'Arles, et a séjourné ensuite longuement en Provence Verte (Gonfaron, Besse-sur-Issole…).
On l'appelait "le père des pauvres". Il aurait également accompli, d'après le martyrologe de saint Benoît, de nombreux miracles en guérissant des lépreux et des paralysés. (Histoire des saints de Provence - diocèse de Fréjus-Toulon). Il mourut en 579 à Vaison-la-Romaine. »

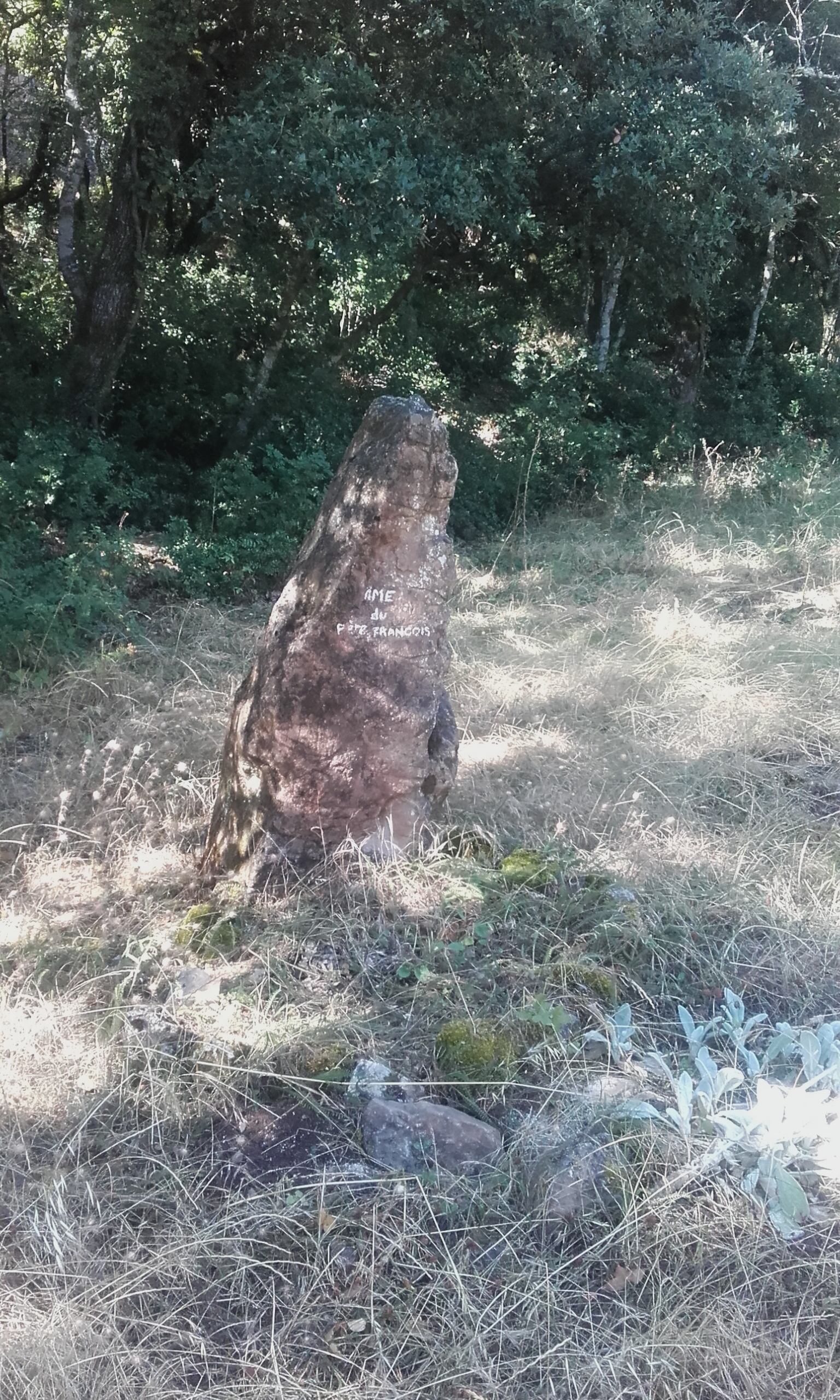
Monument commémoratif dit Âme du Père François.

### La chapelle Saint-Quinis
La chapelle aurait été élevée dès le VIe siècle. Mais a été détruite au cours des guerres de Religion au XVIe siècle. 
En 1630-1632, la Confrérie de St. Quinis procéda à la reconstruction de l’ancien couvent qui tombait en ruine.
Selon Claude-François Achard qui consacre une partie de sa notice sur Camps « cette chapelle, dédiée à Quenin (Quinidius, Quinis), étant tombée en ruines, Laurent Garnier, habitant de Camps, la fit relever à ses frais en 1634. 
Sur la porte on voit les armes de la comtesse d'Alais, dont l'époux Louis-Emmanuel d'Angoulême, gouverneur de Provence, fit embellir la chapelle en 1638. Dès lors, on y mit un prêtre pour desservir cette église et, en 1646, les Trinitaires réformés prirent possession de l'ermitage et y fondèrent un établissement. Ils se sont retirés en 1778 ».
L'archevêque d'Aix, Louis de Bretel, obtint de Louis Alphonse de Suarèz, évêque de Vaison-la-Romaine, la mâchoire inférieure de Saint Quenin et cette relique attira à Camps la dévotion des pays voisins ainsi que les libéralités des grands et du peuple. Aujourd'hui, les reliques du saint sont dans l'église paroissiale du village de Camps-la-Source.
Haut lieu de randonnée et toujours de pèlerinage, les intérêts du site et de la chapelle ont été signalés par le service régional de l'inventaire. Il est toujours très visité par des fidèles, notamment pour la fête de la Sainte Trinité,.
Trois oratoires dédiés à saint Quinis jalonnent le vieux chemin de Camps-la-Source à Besse-sur-Issole en direction de l’ermitage.
Le site à longtemps été entretenu par un ermite, et la collection d'ex-voto est régulièrement enrichie par des pèlerins.
Chaque année, au mois de février, la paroisse de Gonfaron fête saint Quinis. Mr le Curé dit neuf messes (une neuvaine) au rythme de une par jour. Cette neuvaine se termine si possible le 15 février, date anniversaire de la mort de saint Quinis. Actuellement la neuvaine a toujours lieu, la statue de St Quinis accompagnant la procession jusqu’à la cathédrale Notre-Dame-de-Nazareth.
La conservation du site et la réalisation des travaux sont assurés par l'association « Ermitage de Saint-Quinis », et la chapelle abrite, outre de nombreux ex-voto, un buste du saint homme, vénéré dans le Var sous le nom de Quinis, à Mauriac (Cantal) sous le nom de Quinide et de Quenin (Quinidius, Quinis) à Vaison-la-Romaine.

Décors et objets mobiliers dans la chapelle Saint Quinis
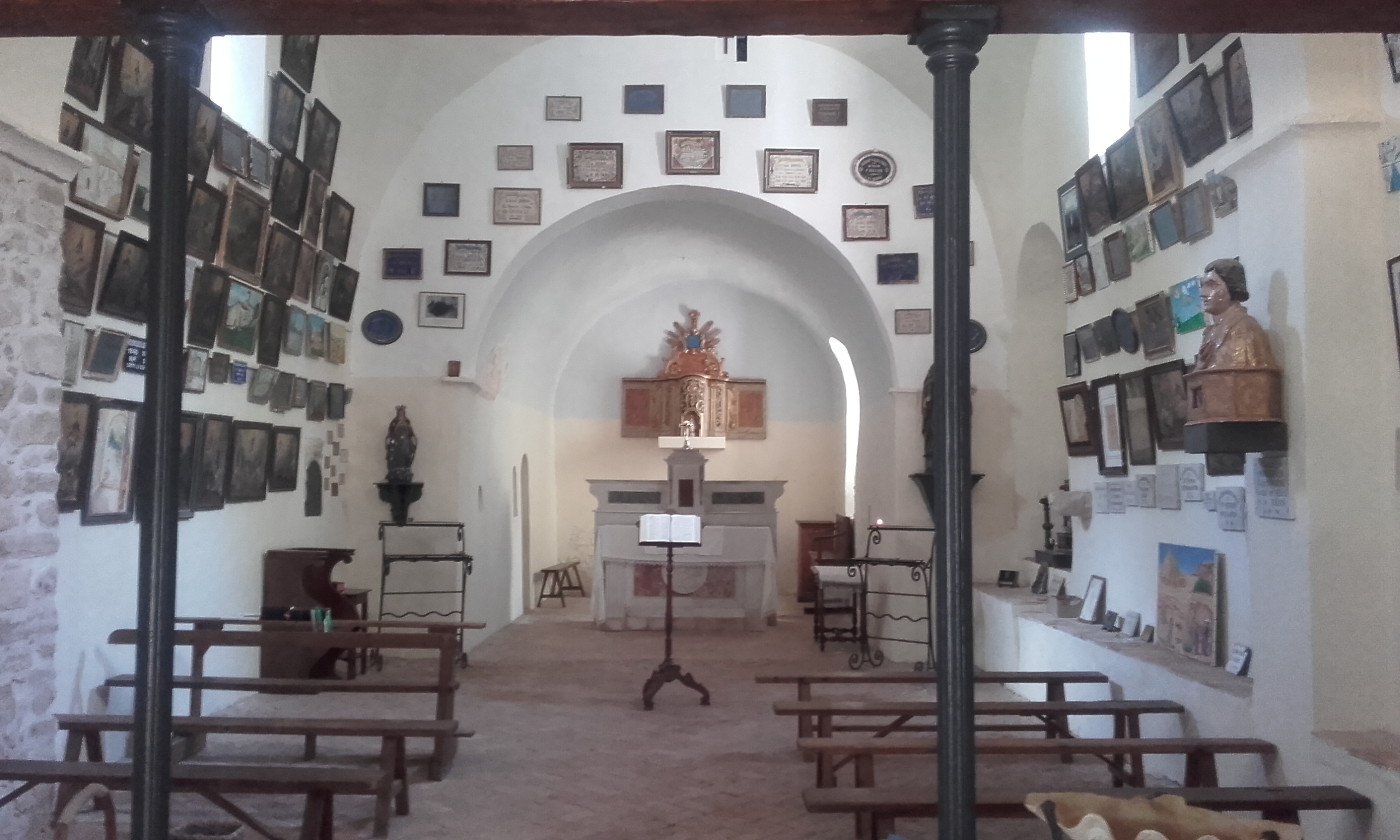
L'intérieur de la chapelle.
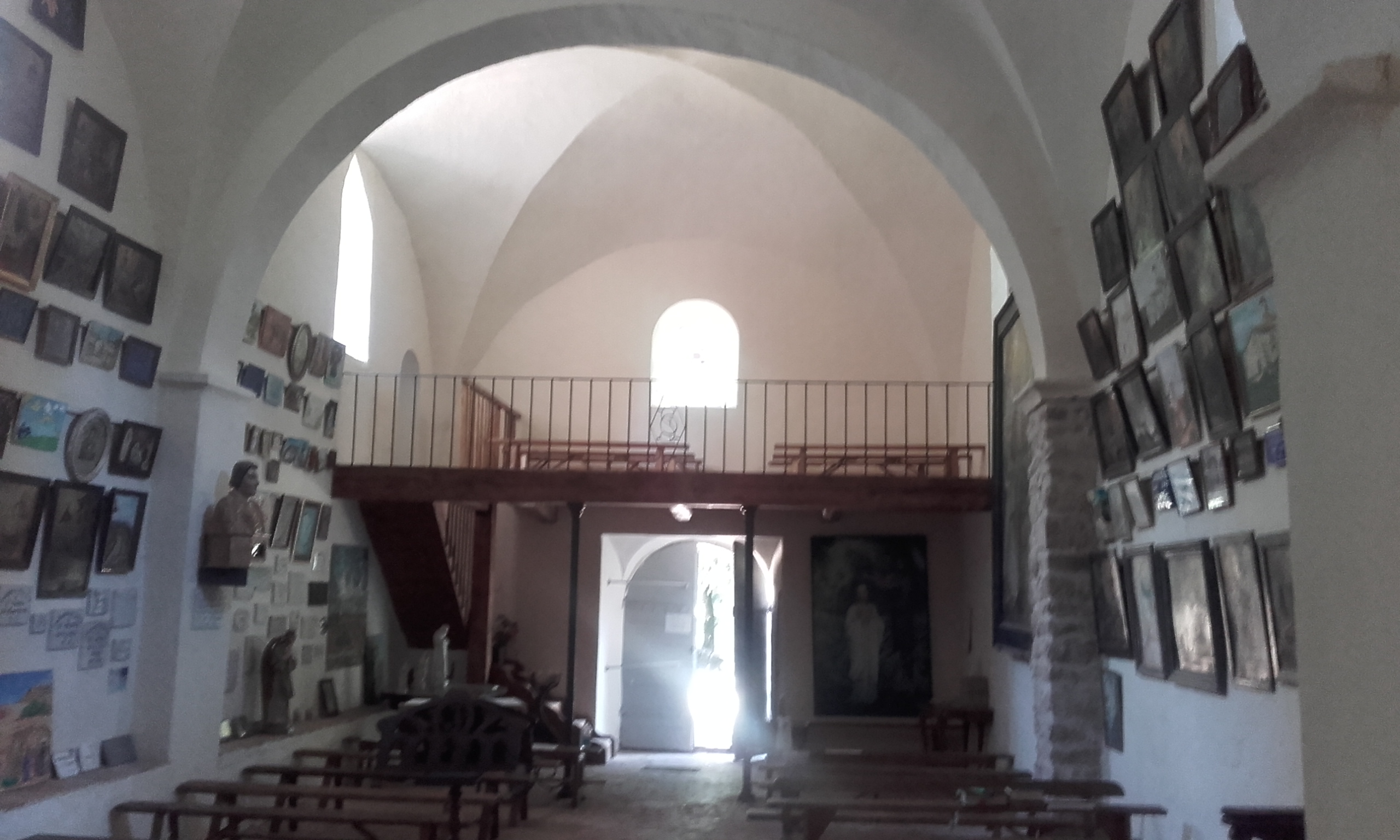
Vue vers l'entrée de la chapelle.
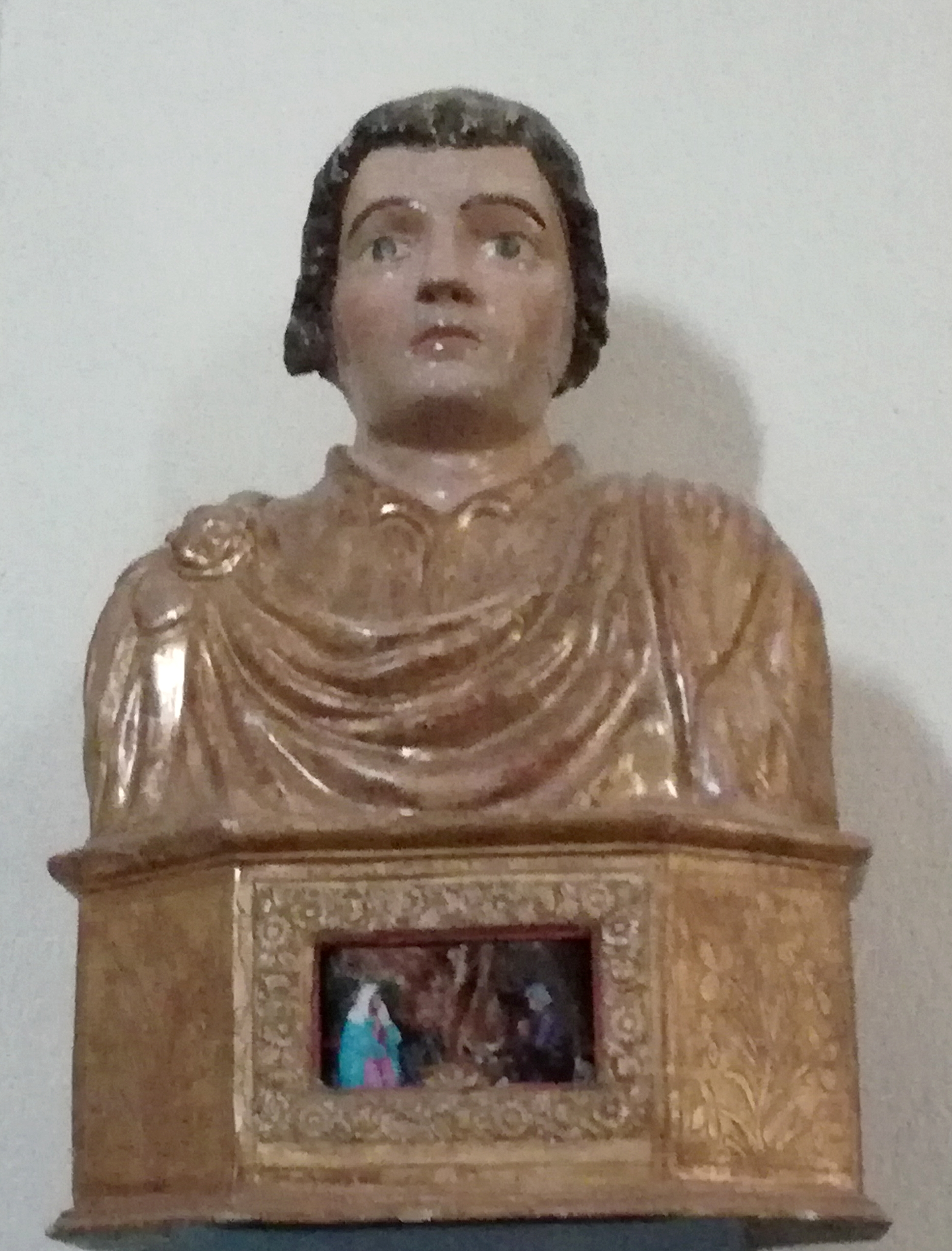
Buste de Saint Quinis.
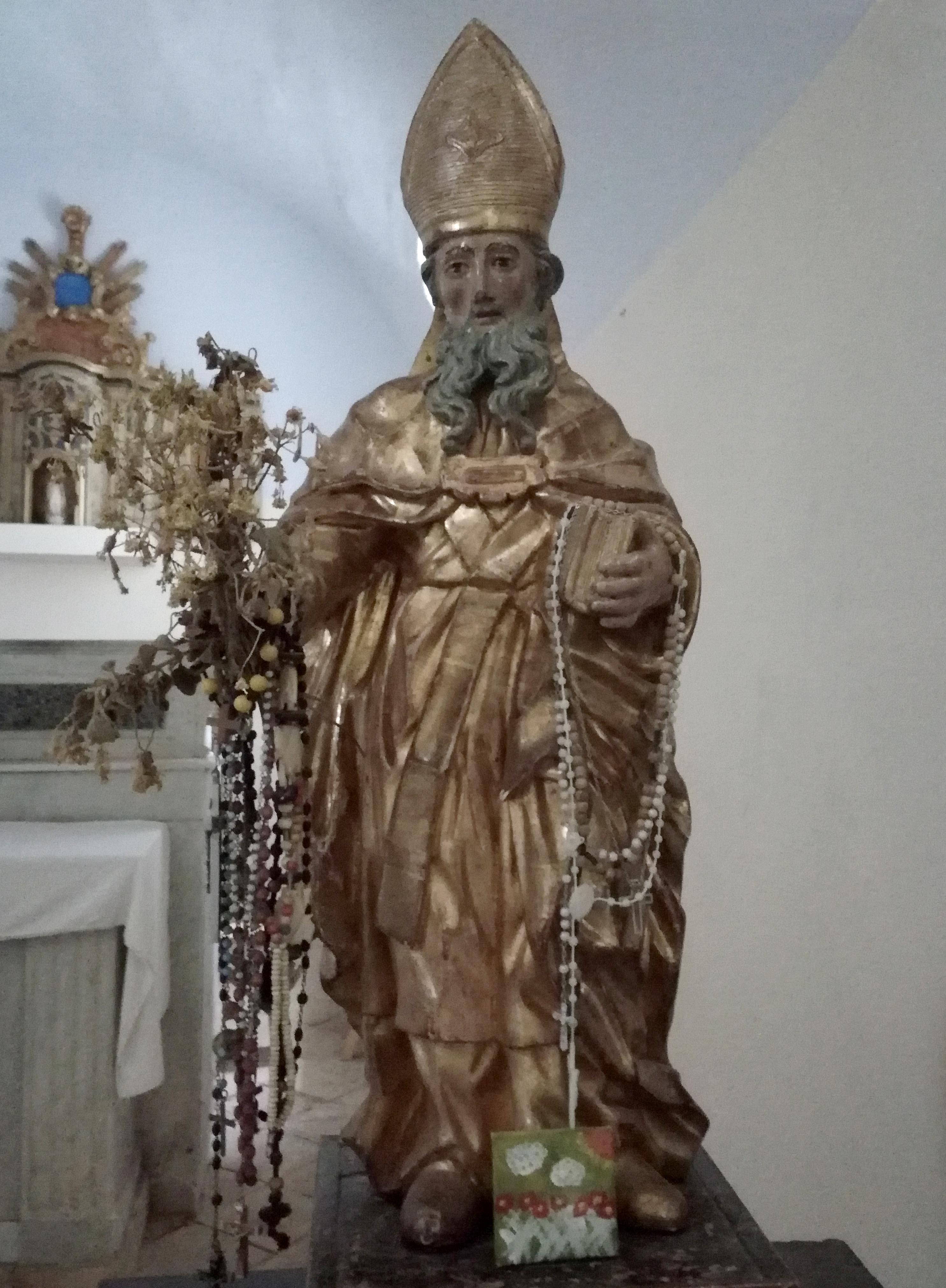
Statue de saint Quinis.
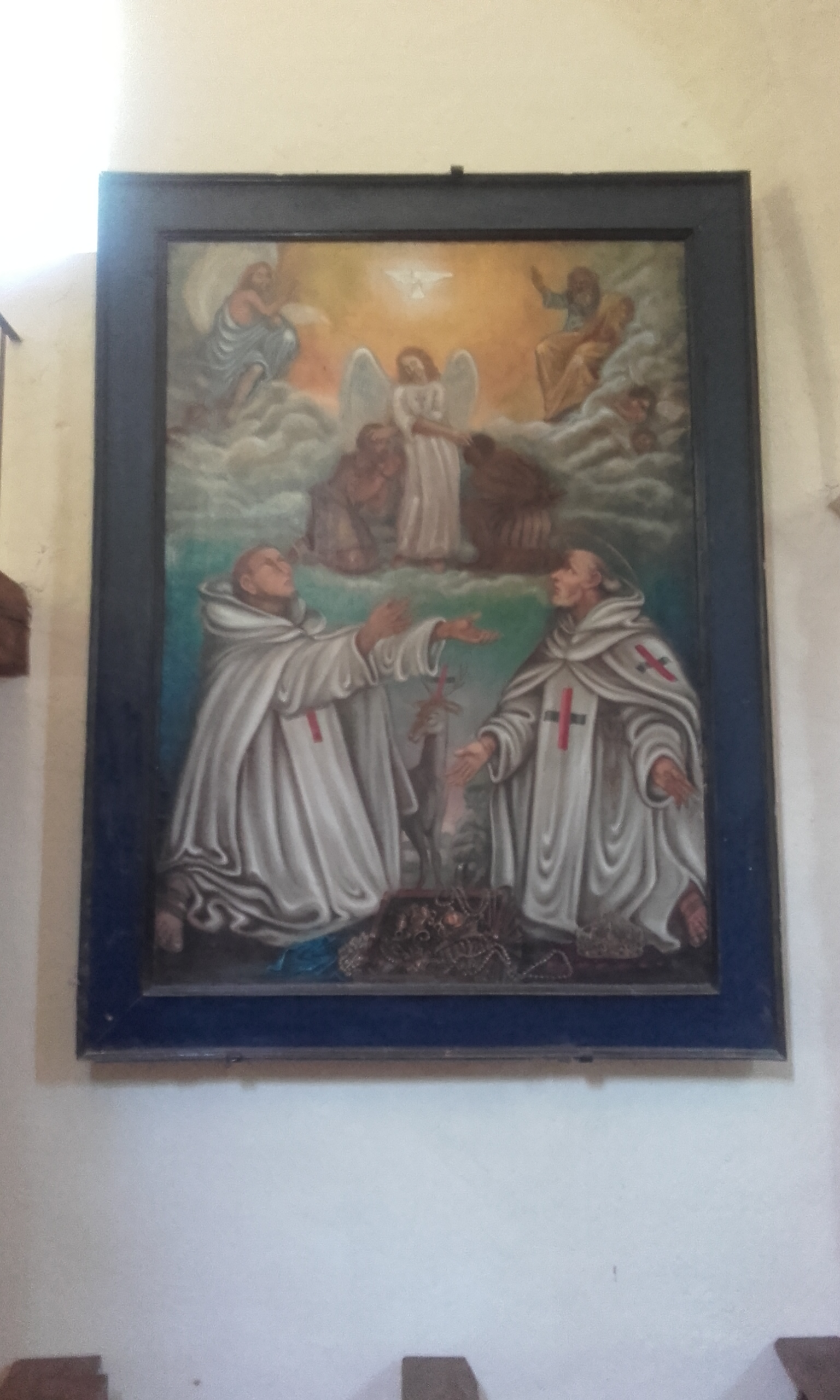
Tableau.
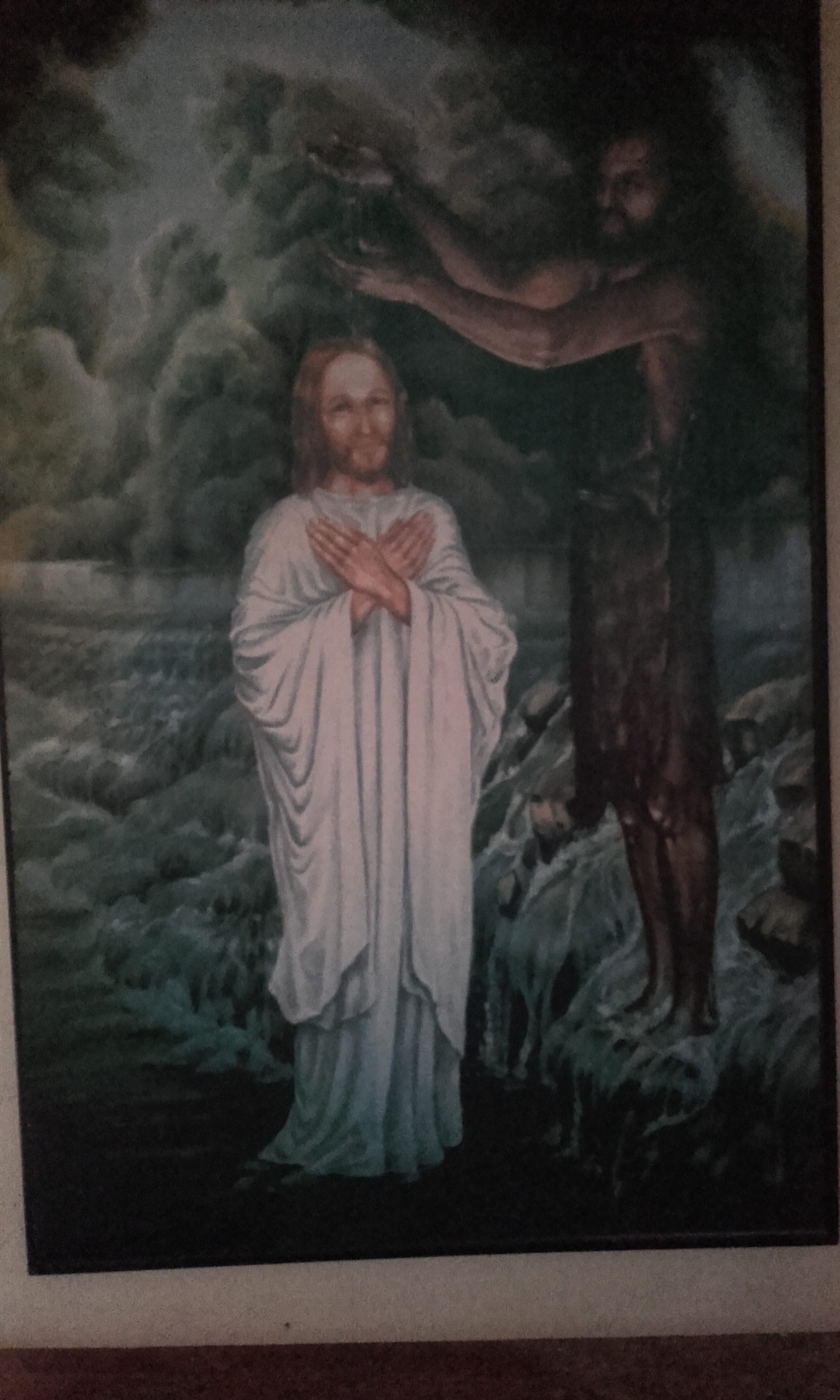
Tableau.
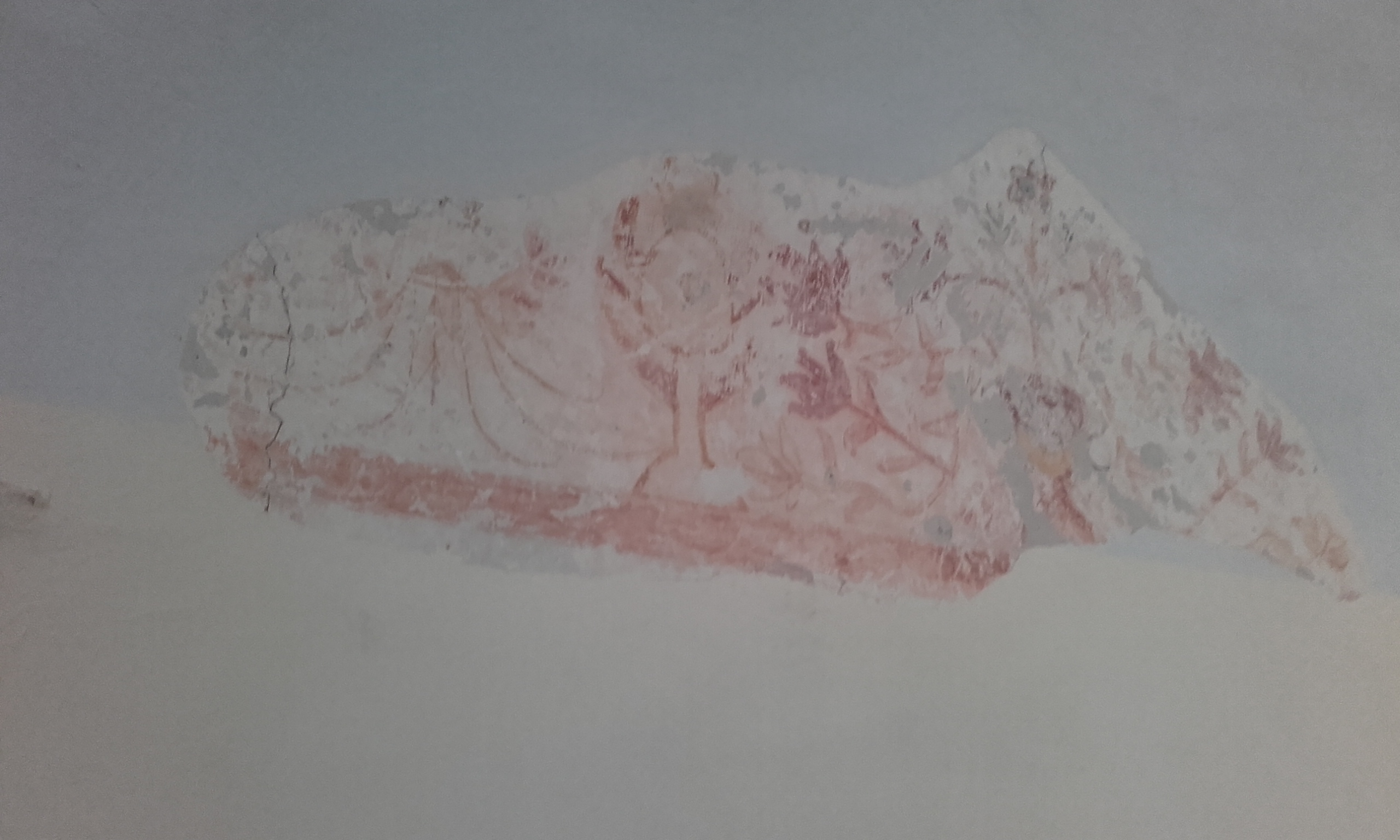
Fresque conservée dans le chœur.
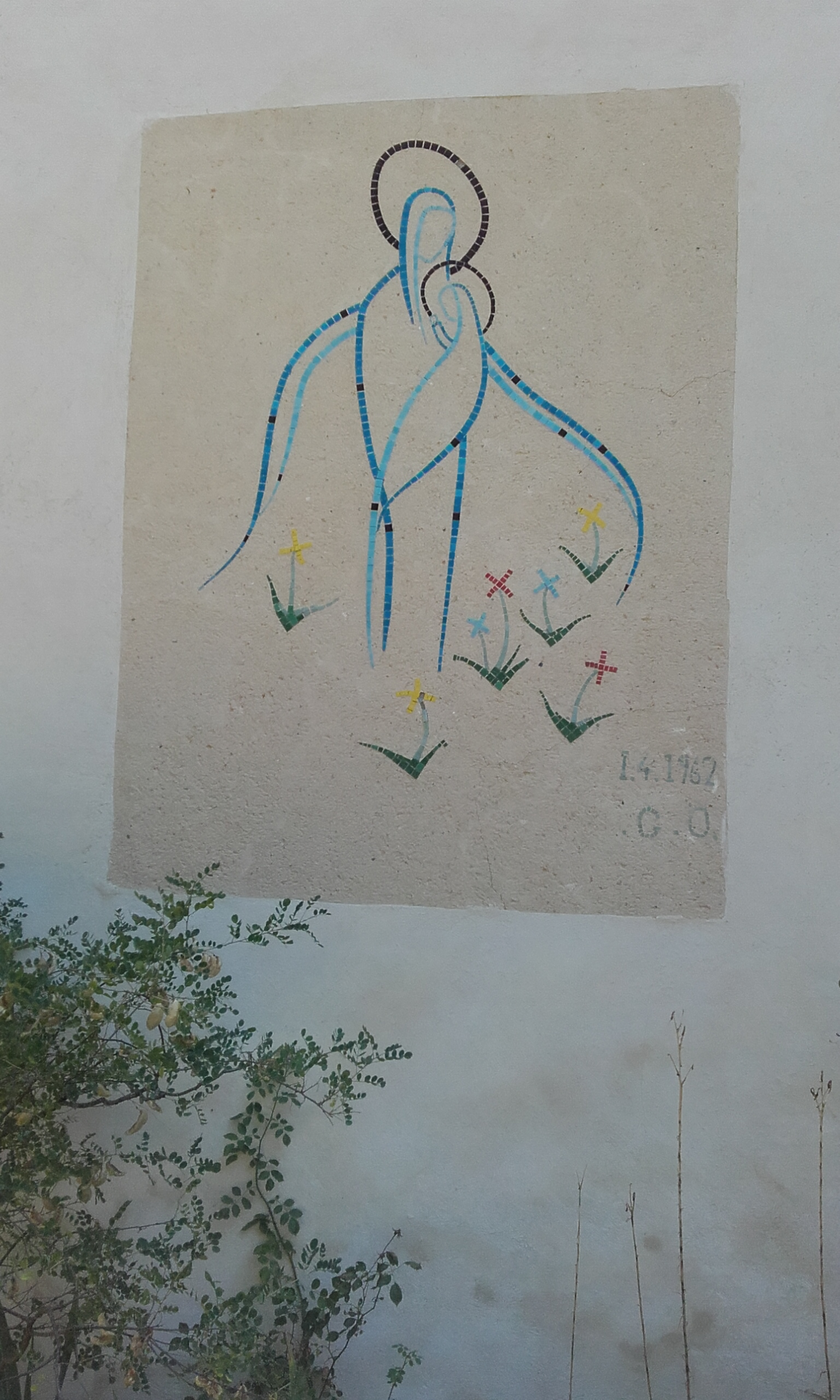
Fresque avril 1962.